# Marambat
Marambat es una comuna francesa situada en el departamento de Gers, en la región de Occitania.

## Demografía
| 177 | 184 | 210 | 281 | 315 | 327 | 428 |
| Para los censos de 1962 a 1999 la población legal corresponde a la población sin duplicidades (Fuente: INSEE [Consultar]) |     |     |     |     |     |     |